# 호착
호착은 상대방이 응수하기 어려울 정도로 잘 둔 좋은 착수를 뜻한다.